# Respecte pels fons
El respecte pels fons o respect des fonds, és un principi de la teoria arxivística que proposa agrupar les col·leccions de documents d'arxiu segons el seu fons (segons l'entitat per la qual van ser creats o de la qual van ser rebuts). És un dels diversos principis derivats de la procedència que han guiat l'ordenació i la descripció arxivística des de finals del segle xix fins a l'actualitat. És semblant a la integritat arxivística, que imposa que "s'ha de conservar com a grup un cos de documents resultant de la mateixa activitat". També està estretament relacionada amb la idea de l'ordre original⁣: la idea que els arxivers haurien de mantenir els registres utilitzant el sistema organitzatiu del creador. Tanmateix, el respecte dels fons difereix d'aquest altre subprincipi fonamental de procedència pel que fa a la integritat de la col·lecció o grup de registres en el seu conjunt més que no pas a l'organització dels materials dins d'aquesta col·lecció o grup de registres.

## Orígens
La majoria dels arxivers creuen que el respecte dels fons es va originar a partir de la circular titulada "Instructions pour la mise en ordre et le classement des archives departementales" (coneguda comunament com a "Circular núm. 14") emesa pel Ministeri de l'Interior francès el 24 d'abril de 1841 i de la qual se'n reconeix l'autoria a Natalis de Wailly, cap de la Secció Administrativa dels Archives nationales; encara que Luciana Duranti ha trobat proves del principi a Nàpols tres dècades abans. La circular de Wailly encarregava als arxivers "que reunissin els diferents documents per fons, és a dir, que formessin una col·lecció de tots els documents que provinguin d'un organisme, una organització, una família o un individu, i que ordenessin els diferents fons segons un cert ordre". El principi es va adoptar més àmpliament el 1839 a causa de les regulacions emeses pel ministre francès d'instrucció pública. En aquesta etapa no implicava necessàriament el respecte de l'ordre intérieure o l'ordre original, ja que els francesos tenien el costum d'organitzar els fons per any, matèria, rellevància o algun altre sistema. Va ser només després de l'establiment de la Provenienzprinzip alemanya (o principi de provinença) a través d'una regulació emanada dels Arxius Estatals de Prússia el 1881, que va dictar que l'arxiver hauria de mantenir tant la integritat del fons com el Registraturprinzip o l'ordre original d'aquests mateixos registres, que principis van passar a ser considerats com a pilars del processament arxivístic. Més tard, el respect des fonds va ser promogut en el molt influent Manual per a l'ordenació i la descripció dels arxius (també conegut com a The Dutch Manual) el 1898. Va ser codificat a més per la ratificació al Primer Congrés Internacional d'Arxivers i Bibliotecaris reunit a Brussel·les el 1910, i va figurar de manera destacada en el treball de l'eminent arxiver britànic Sir Hilary Jenkinson, que el va descriure com "el més important de tots els principis de la gestió d'arxius".

## Interpretació
Tot i que el respecte dels fons es considera generalment un concepte bàsic de l'empresa arxivística, alguns crítics han assenyalat tant la contingència històrica de la seva creació com la impracticabilitat de la seva execució. Els crítics afirmen que el respecte dels fons va sorgir de la necessitat de trobar un mètode simplista perquè els arxivers novells gestionin un volum creixent de materials d'arxiu. Creat per a diaris governamentals i després àmpliament aplicat a tota mena de materials d'arxiu, el principi no sempre es trasllada bé a altres entorns, especialment als papers personals. Fins i tot quan s'aplica només als registres governamentals, els problemes afloren; Els fons no sempre reflecteixen la naturalesa i l'ús dels documents que contenen, especialment si els documents van ser utilitzats per diverses agències. Tot i que tots dos sorgeixen d'un desig de reflectir millor la procedència, hi ha una tensió natural entre el fons i l'ordre original, ja que els gestors de documents poden destruir els fons per crear un sistema de gestió utilitzable. Els procediments arxivístics han estat objecte de crítiques per part dels pensadors post estructurals i postcolonials, que observen les maneres en què el poder dicta els mètodes d'ordenació i descripció dels materials. Malgrat aquestes crítiques, la recent revolució en el flux de treball d'arxiu motivada per "Més producte, menys procés" de Greene i Meissner busca mantenir el fons i l'amplifica eliminant la prioritat del processament detallat. Els treballs més recents han buscat models i mètodes alternatius, però aquests segueixen sent en gran part conceptuals.
Entre els anys 1930 i 1950, els principis del respecte dels fons i la integritat arxivística es van debatre repetidament en el context del treball de la Secció de Preservació de Documents de la British Records Association (un servei de rescat de material d'arxiu), pel que fa a les implicacions ètiques de dividir grups relacionats de documents entre diferents dipòsits d'arxiu.